# バーナード・コムリー
バーナード・コムリー（1947年5月23日 - ）は、イギリスの言語学者。マックス・プランク進化人類学研究所（ドイツ、ライプツィヒ）の所長および教授、カリフォルニア大学サンタバーバラ校の言語学教授を務める。1999年よりライプツィヒ大学名誉教授（言語学）。

## 主な著作
- Aspect. Cambridge: Cambridge University Press, 1976.（訳書：『アスペクト』（山田 小枝訳、むぎ書房、1988年）
- Language Universals and Linguistic Typology: Syntax and Morphology. Oxford: Blackwell and Chicago: University of Chicago Press, 1981. （訳書：『言語普遍性と言語類型論―統語論と形態論 第3版』（松本克己 ・山本秀樹訳、言語学翻訳叢書）、ひつじ書房、2001年03月 発行、ISBN 978-4-89476-136-0）
- Tense. Cambridge: Cambridge University Press, 1985.
- The World's Major Languages (ed.), New York: Oxford University Press, 1987.（訳書：『世界言語文化図鑑』（共編著、片田房 訳）、東洋書林、1998年12月 発行　ISBN 978-4-88721-336-4）